# Jötunheimr

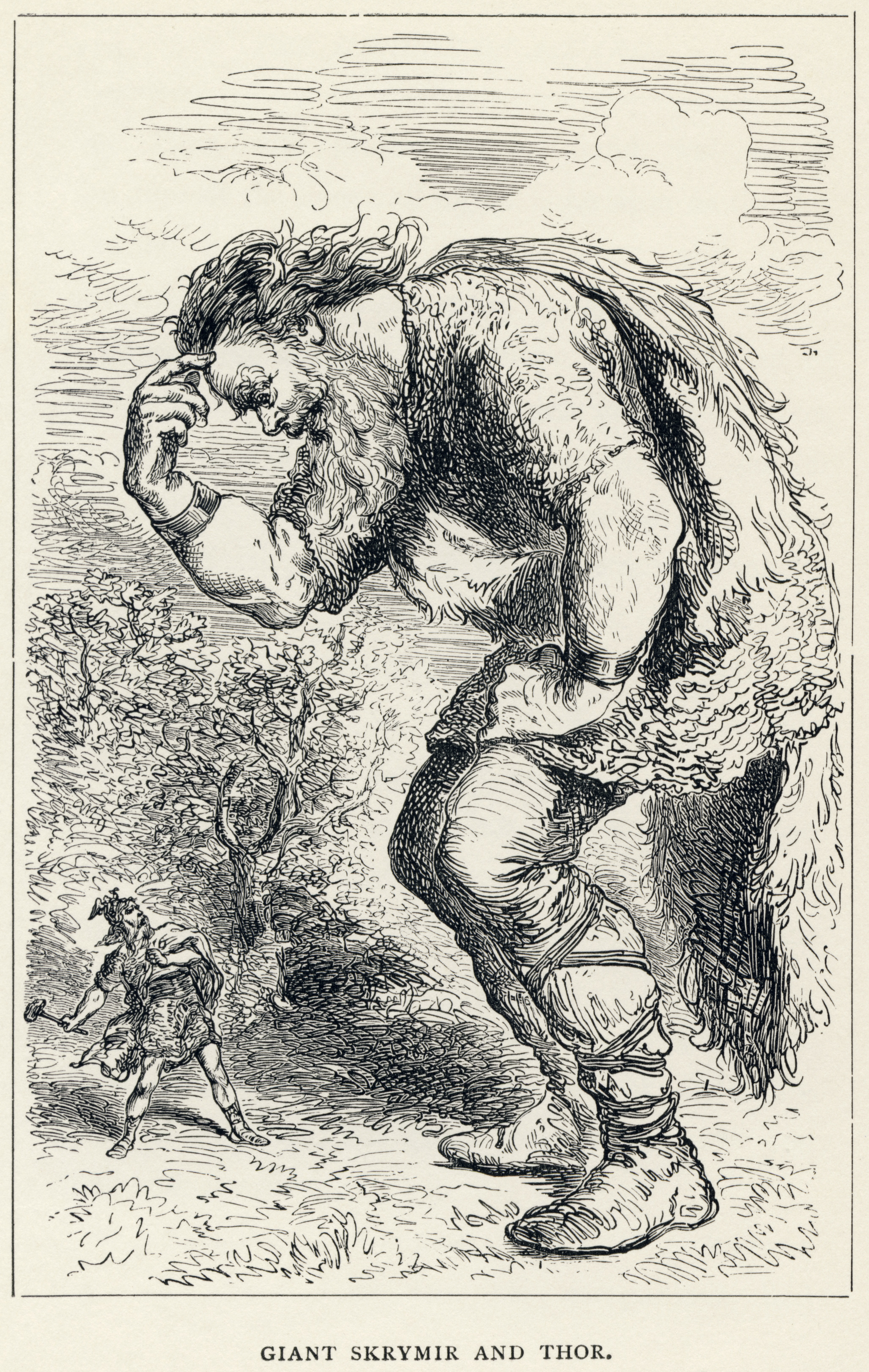
El gegant Skrymir i Thor, de Louis Huard

Segons la mitologia escandinava, Jotunheim és un altre dels mons de l'existència. Aquest governat pels gegants de glaç. Hi comunica una de les arrels d'Yggdrasil.